# Колодозерская волость
Колодозе́рская во́лость — историческая административно-территориальная единица (волость) в составе Пудожского уезда Олонецкой губернии Российской Империи и РСФСР. Волость состояла из населённых 22 пунктов. Волостное правление располагалось в селении Колодозерский погост (Погосская).
Существовала в 1870—1927 годах.
В настоящее время территория Колодозерской волости относится в основном к Пудожскому району Республики Карелия.

## География
Самым удалённым от волостного правления поселением было Пала-ручей (26 вёрст).

## История
Волость образована в январе 1870 г. в связи с переводом волостного правления из деревни Пирзаковской в Колодозерский погост и переименованием волости в Колодозерскую.
В ходе реформы административно-территориального деления СССР в 1927 году волость была упразднена.

## Состав
В состав волости входили сельские общества, включающие 22 деревни:
- Дубовское общество
- Колодозерское общество

### Насёленные пункты
| Дубовское общество                                 |       |         |       |              |
| Поселение                                          | Семей | Человек | До ВП | Школа        |
| Чулковская (Заозерье) при озере Колодозере         | 13    | 100     | 3     | В 2 верстах  |
| Яково-Кирилловская (Заозерье) при озере Колодозере | 8     | 70      | 3     | В 2 верстах  |
| Королевская (Заозерье) при озере Колодозере        | 9     | 76      | 3     | В 2 верстах  |
| Хлыстовская (Лахта) при озере Колодозере           | 6     | 32      | 2     | В 1 версте   |
| Телепова при озере Колодозере                      | 8     | 65      | 2     | В 1 версте   |
| Добова при озере Колодозере                        | 15    | 95      | 3     | В 2 верстах  |
| Минино село (Заречье) при озере Колодозере         | 5     | 29      | 4     | В 3 верстах  |
| Щаникова при озере Колодозере                      | 11    | 84      | 4     | В 3 верстах  |
| Пала-ручей при озере Колодозере                    | 8     | 50      | 26    | В 25 верстах |
| Итого                                              | 83    | 601     |       | 0            |

| Колодозерское общество                        |       |         |       |              |
| Поселение                                     | Семей | Человек | До ВП | Школа        |
| Сюзик-озерская при озере Сюзик                | 5     | 40      | 20    | В 22 верстах |
| Пирзаковская (Кукасова) при колодцах          | 33    | 175     | 4     | В 6 верстах  |
| Бревновская при озере Колодозере              | 2     | 20      | 1     | В 2 верстах  |
| Пеновская при озере Колодозере                | 6     | 17      | 4     | В 6 верстах  |
| Доршинская (Устрека) при озере Колодозере     | 16    | 70      | 0     | В 2 верстах  |
| Мичуринская (Устрека) при озере Колодозере    | 17    | 106     | 0     | В 2 верстах  |
| Исаковская при озере Колодозере               | 5     | 25      | 1     | В 1 версте   |
| Овчинниковская при озере Колодозере           | 1     | 1       | 1     | В 1 версте   |
| Пустошь Герасимовская при озере Колодозере    | 3     | 26      | 1     | В 1 версте   |
| Колодозерский погост при озере Колодозере     | 23    | 166     | 0     | Есть         |
| Александровская (Ершова) при озере Колодозере | 5     | 35      | 1     | В 2 верстах  |
| Улитинская (Вавулина) при озере Колодозере    | 4     | 29      | 2     | В 2 верстах  |
| Сутуловская (Спирина) при озере Колодозере    | 5     | 33      | 3     | В 3 верстах  |
| Итого                                         | 125   | 743     |       | 3            |

## Население
На 1890 год численность населения волости составляла 1225 человек.
На 1905 год численность населения волости составляла 1344 человека. Из них мужчин 659, женщин 685. Крестьян среди них 1337 (657 муж / 680 жен), некрестьянского населения 1337 (2 муж / 5 жен).
Самое многочисленное поселение — Пирзаковская (Кукасова) (175 жителей), самое малолюдное — Овчинниковская (1 житель).

## Инфраструктура
Личное подсобное хозяйство с зоной сельскохозяйственного использования, индивидуальная застройка усадебного типа. На 1905 год в волости 194 дома и 208 семей из 1344 человек. В среднем на каждый крестьянский дом (семью) приходилось по 6,9 (6,5) человек.
Основа экономики — сельское хозяйство. На 1905 год в волости насчитывалось 254 лошади, 347 коров и 427 голов прочего скота.
В волости в 1905 году были 3 школы в селениях Колодозерский погост. В среднем на 448 человек приходилась 1 школа. Дальше всего до школы было добираться из селения Пала-ручей (25 вёрст). В пределах пяти вёрст от ближайшей школы находилось 18 поселений общей численностью 1062 жителя (79,02%).